# Antoine Clamaran
Antoine Clamaran (Neuilly-sur-Seine, 1964. november 8. –) francia house zenész, lemezlovas.

## Pályafutása
Villeurbanne-ban született 1964-ben. Az 1990-es évek elején a párizsi Maximum FM-nél dolgozott, amely a vezető dance rádióállomás volt akkoriban. 1992-ben Laurent Pautrat-tal állt össze, és segítségével elkészült az "I've Got Music in Me" szerzemény, amely a BMG kiadásában több mint 100,000 példányban kelt el, ezzel Clamaran gyorsan a legismertebb lemezlovasok körébe került. Ismert dalok remixelésére kérték fel, 1998-ban pedig már önálló előadóként is hatalmas sikernek örvendett, ebben az évben három dala ("Dreaming Of A Better World", "Peace & Harmony", "The Mission") is arany minősítést ért el Franciaországban 250,000 fölötti eladott darabszámmal, bár külföldön nem volt különösebb visszhangja. 1999-től a nemzetközi piacot célozta meg, saját neve alatt adta ki új dalait ("Do The Funk", "Get Up", "After"), amelyekkel a francia hangzásvilágot próbálta becsempészni a nemzetközi zenei életbe. A 2000-es években négy zenei kiadót is működtetett, valamint a két legnagyobb párizsi klub, a Les Bains Douches és a Le Queen rezidens lemezlovasa volt. A nemzetközi piacon talán a "Gold" című 2009-es dal lett a legsikeresebb, amely az orosz zenei listán az ötödik helyig jutott, de a közép-európai rádiókban és klubokban is feltűnt. Később Soraya Arnelas spanyol énekesnővel is dolgozott együtt saját albumán.

## Diszkográfia

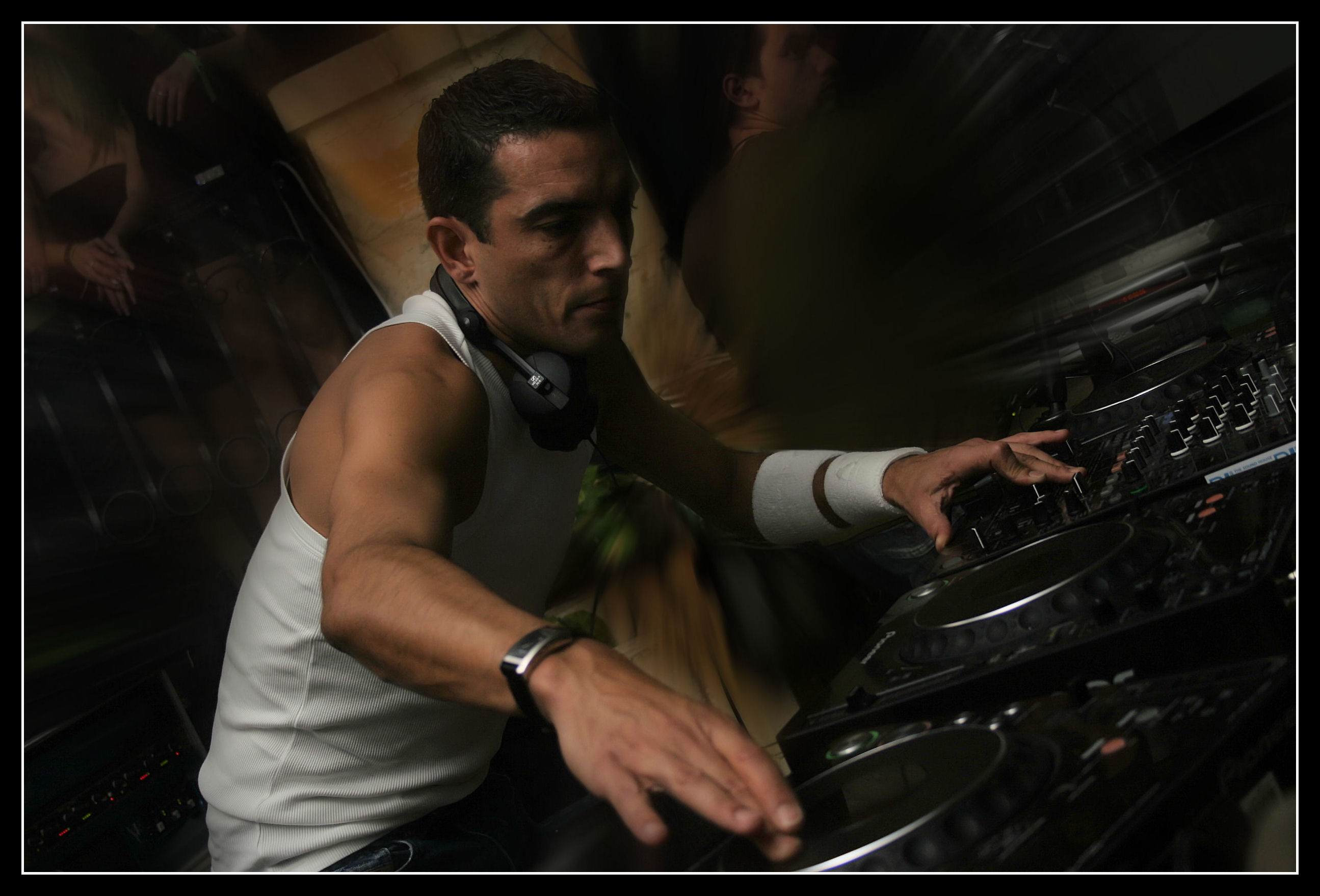
Antoine Clamaran, Málta, 2009

### Stúdióalbumok
- Release Yourself (2002)
- Spotlight (2009)

### Válogatásalbumok
- Inside: The Best of Antoine Clamaran (2007)

### Kislemezek (válogatás)
- Do the Funk (1999)
- We Come to Party (1999)
- Get Up (It Doesn't Matter) (2000)
- Release Yourself (2002, közr. Lulu Hughes)
- Feel It (2004, közr. Lulu Hughes)
- Take Off (2006)
- Keep on Tryin' (2006, közr. Emily Chick)
- Gold (2009)
- Reach for the Stars (2009)
- When the Sun Goes Down (2009, közr. Mazaya)
- Believe (2009, Ministers De La Funk vs. Antoine Clamaran & Sandy Vee)
- Live Your Dreams (2010, közr. Soraya)
- Stick Shift (2011, közr. Soraya)
- Feeling You (2012, Antoine Clamaran & Vince M. közr. Soraya)

## Fordítás
- Ez a szócikk részben vagy egészben  az   Antoine Clamaran című angol Wikipédia-szócikk ezen változatának fordításán alapul.  Az eredeti cikk szerkesztőit annak laptörténete sorolja fel. Ez a jelzés csupán a megfogalmazás eredetét és a szerzői jogokat jelzi, nem szolgál a cikkben szereplő információk forrásmegjelöléseként.